# أوقستو ريسيفه
أوقستو ريسيفه (بالبرتغالية: Augusto Oliveira da Silva‏) هو لاعب كرة قدم برازيلي، ولد في 3 أغسطس 1983 في Joaquim Nabuco, Pernambuco ‏ في البرازيل. لعب مع نادي أيه بي سي ونادي إنترناسيونال ونادي جوينفيل ونادي ساو كايتانو ونادي فلامنغو ونادي كروزيرو.

## وصلات خارجية
- أوقستو ريسيفه على موقع قاعدة بيانات كرة القدم.إي يو (الإنجليزية)
- أوقستو ريسيفه على موقع Soccerway.com (الإنجليزية)